# Lamberto Leoni
Lamberto Leoni (Argenta, Emilia-Romaña, 24 de mayo de 1953) es un antiguo piloto de automovilismo italiano. Participó en 5 Grandes Premios de Fórmula 1, aunque solo logró clasificarse en dos y comenzar una carrera. Nunca puntuó dentro de este campeonato.

## Trayectoria
Después de correr en Fórmula 3 italiana y Fórmula 2 con resultados mixtos, Leoni pasó a la Fórmula 1 con un Surtees TS19 alquilado en el Gran Premio de Italia de 1977, pero no logró clasificarse. Al año siguiente se unió al equipo Ensign pero lo abandonó tras dos intentos más por clasificarse.
Leoni volvió a la Fórmula 2 y después a Fórmula 3000 Internacional, formando su propio equipo, First Racing, en 1987, el cual hizo un intento de entrar a Fórmula 1 con un automóvil diseñado por Richard Divila, pero finalmente el proyecto fracasó y en 1990 este monoplazas sería usado por el equipo Life. Más tarde, Leoni se convirtió en mánager de Marco Apicella.
Tras su paso por F3000, Leoni comenzó a participar en carreras de lanchas; estuvo a punto de ganar el Campeonato Mundial de 1993.

## Resultados

### Fórmula 1
(Clave) (negrita indica pole position) (cursiva indica vuelta rápida)

| Año     | Escudería          | 1       | 2       | 3       | 4       | 5   | 6   | 7   | 8   | 9   | 10  | 11  | 12  | 13  | 14      | 15  | 16  | 17  | Pos. | Puntos |
| ------- | ------------------ | ------- | ------- | ------- | ------- | --- | --- | --- | --- | --- | --- | --- | --- | --- | ------- | --- | --- | --- | ---- | ------ |
| 1977    | Team Surtees       | ARG     | BRA     | RSA     | USW     | ESP | MON | BEL | SWE | FRA | GBR | GER | AUT | NED | ITA DNQ | USA | CAN | JPN | NC   | 0      |
| 1978    | Team Tissot Ensign | ARG Ret | BRA DNS | RSA DNQ | USW DNQ | MON | BEL | ESP | SWE | FRA | GBR | GER | AUT | NED | ITA     | USA | CAN |     | NC   | 0      |
| Fuente: |                    |         |         |         |         |     |     |     |     |     |     |     |     |     |         |     |     |     |      |        |